# Jan Vytásek
Jan Vytásek (* 18. listopadu 1977 Praha) je pražský pop-rockový zpěvák a skladatel. Jako jeden z nejmladších účinkující se objevil v koncertní verzi muzikálu Vlasy, jako finalista Top 10 v soutěžích Bohemia talent a Zlín talent 2001 a prošel několika žánry. Mohli jste jej zahlédnout ve skupinách Professor, Lightmotif, PartyLeaders, Co, jako hostujícího frotmana s tribute skupinou Prague Queen a především se svojí doprovodnou skupinou pod značkou Jan Vytásek & Blackbirds.

## Tvorba
V roce 2001 ČT 1 vybrala jeho autorskou skladbu pro pořad „Začínáme“ věnovaný mladým talentům. V letech 2000–2005 byl díky své osobité interpretaci účinkujícím pro oficiální fankluby Beatles a Queen, a objevil se i na koncertech s klasickým repertoárem. Odmítl tehdy několik nabídek stát se "revivalem“, protože se cítil zároveň jako autor a nechtěl profitovat pouze z image a práce známých skupin.
V roce 2007 se proto vrátil k pop-rockovým kořenům a z vlastních prostředků začal natáčet autorské album. V roce 2008 vydal kompletně ve vlastní produkci pop-rock-countryové českoanglické debutové autorské album Lost And Found – Ztracený a znovunalezený (vydalo Good Day Records 2008). Oslovená česká media deska příliš nezajímala, proto dostala paradoxně první recenzi nejdříve v Music Nashville v USA, Indies Islands USA, na Slovensku a nakonec i v Česku. Autorské CD podpořili a pokřtili Petr Janda a bývalý tajemník Freddieho Mercuryho Peter Freestone, se kterým se spřátelil na zahraničních cestách v rámci fanklubu Queen[zdroj⁠?!] a přineslo především singly „Shine Through The Night“ a „Přísahám“ (I Swear To You). Objevil se i jako předskokan skupiny Olympic.[zdroj⁠?!]
Kromě České republiky účinkoval i v Polsku, Maďarsku, Švýcarsku, Německu a Anglii a dalších státech Evropy. V roce 2010 získal Zvláštní cenu poroty za píseň „Make A Wish“ (Přání) na mezinárodním festivalu v Polsku. V roce 2012 bodoval i v pražské Portě – neoficiální 3. místo – autor, oficiální 2. místo – interpret, 1. místo – autor a rovněž vystoupil jako host na „Koncertě Laureatow“ v Polsku se svojí autorskou skladbou spolu s místním symfonickým orchestrem.[zdroj⁠?!] V roce 2013 vydal DVD+MP3 album Live@Joe jako záznam živého koncertu obsahujícím některé coververze, starší autorské skladby a novinky.
Dne 3. prosince 2015 vyšel dlouho avizovaný projekt – konceptuální písničkářské album Ženský kalendář – Volume I. Album se směsí popu, rocku a amerického country vznikalo ve vlastní produkci, z velké části ve vlastnoručně postaveném studiu Blackbird, s přispěním hostů (Norbi Kovács, Martin Linhart, atd.). Výsledný mix obstaral Milan Cimfe ze studia Sono a písně a videoklipy „Plamínky“, „Angelina“ a „Lady M“ se i bez podpory managementu nárazově objevily v nezávislých radiových stanicích, podobně jako dříve „Přísahám“ či „Shine Through The Night“.[zdroj⁠?!] Kmotrem alba se stali textař Michal Horáček a reportér Tomáš Kraus.
V dubnu 2016 se umístil ve finále pražské Porty zároveň v kategorii dvou postupujících písní jako autor (Plamínky) a na prvním místě jako interpret. V červnu 2016 získal se svojí písní druhé místo z 226 účastníků z 16 zemí na Mezinárodním festivalu Carpathia v Polsku. V červnu 2016 získal cenu poroty Porty Řevnice za pěvecký výkon.[zdroj⁠?!]
V roce 2018 získal ve finálové osmičce mezinárodního festivalu Carpathia dvě ocenění poroty. Tentýž rok byl pozván a oceněn cenou poroty na mezinárodním soutěži Kaunas Talent v Litvě a za svojí coververzi hitu „We Are The Champions“ skupiny Queen obsržel cenu publika Žalgaris Areny ve speciální edici koncertu nazvaném In Memoriam.[zdroj⁠?!] V roce 2017 se spojil s producentem Jurajem Kupcem, který spolupracoval s No Name, Janou Kirschner či Peterem Cmorikem. Vzniklo tak album Na houpačce, s datem vydání 21. dubna 2022.
Produkuje a skládá písně i pro jiné interprety, koncertuje solo i se svojí skupinou Blackbirds a do jeho repertoáru patří směs coververzí a autorských skladeb. Zhudebnil například text Michala Horáčka „Going For The Ride“, píseň byla zařazena do programu „Recitál Speciál“.
V roce 2017 s producentem Jurajem Kupcem (No Name, Jana Kirschner a další) natočili singl "Řeka lávy". Od té doby průběžně nahrávali.
V roce 2022 vydal zatím své nejlepší autorské album "Na houpačce", které bylo vřele přijato kritiky a posluchači.
Na jaře 2022 přijal nabídku jako hostujícího frontman se skupinou Prague Queen, která se věnuje hitům britské legendy. K tomu jen dodává: "Po třech autorských albech už je to jiná situace než před 20 lety. Svojí pozici jako autor už mám a tak jsem si mohl jít občas zařádit i s tribute kapelou, neimitovat, nehrát si na někoho jiného a pojmout ten krásný materiál po svém. Navíc to byla možnost zahrát si s mojí pubertální kytarovou legendou Standou Jelínkem. Proč ne. "
Hostování ukončil v únoru 2023.
V současné době účinkuje jako host v několika projektech a koncertuje s programem ze svých autorských alb a coververzemi pop-rockových hitů v osobitém podání.

## Diskografie
- Lost And Found (2008)
- Bob Idol Song + další (EP 2009)
- Live@Joe (2013)
- Ženský kalendář – Vol. I. (2015)
- Na houpačce (2022)
- Vánoční I. (EP 2023)